# Rubanivka, Velîka Lepetîha
Rubanivka (în ucraineană Рубанівка) este localitatea de reședință a comunei Rubanivka din raionul Velîka Lepetîha, regiunea Herson, Ucraina.

## Demografie
Componența lingvistică a localității Rubanivka
     Ucraineană (79,32%)
     Rusă (20,47%)
     Alte limbi (0,14%)
Conform recensământului din 2001, majoritatea populației localității Rubanivka era vorbitoare de ucraineană (79,32%), existând în minoritate și vorbitori de rusă (20,47%).